# エルビス・オン・ステージ
『エルビス・オン・ステージ』 (Elvis: That's the Way It Is) は、1970年のアメリカ映画。ドキュメンタリー映画。
1960年代、エルヴィス・プレスリーはマネージャーであるパーカー大佐が長期映画契約を取ったため、ライヴ公演が出来ない状態であった。映画契約が終了し、再開したライヴ公演を記録した映画である。
1970年7月19日から1970年9月9日まで撮影された。
ライヴ公演の様子は
- 8月10日オープニング・ショー
- 8月11日ディナー・ショー
- 8月11日カクテル・ショー
- 8月12日ディナー・ショー
- 8月12日カクテル・ショー
- 8月13日ディナー・ショー
- 8月14日ディナー・ショー
- 8月14日カクテル・ショー

が収録された。内、下2つは観客の様子を収録したのみで、エルヴィスは後姿、または遠くに映っている程度である。

## 内容
エルヴィスのステージ完全復帰を描く。映画撮影に嫌気がさし、ステージへ戻ったエルヴィスの姿を記録した。リハーサル風景、エルヴィス・ファンのインタビュー、集い、楽屋風景、ステージ公演などを収めた。
エルヴィスのステージの収録日は衣装の変化によって確認が可能である。フリンジのスーツで収録されたのは10日のオープニング、11日ディナー・ショウはコンチャと呼ばれる大きいボタンが施されたスーツ、11日ミッドナイト・ショウはチェーンが施されたスーツ、12日ディナー・ショウは11日ディナーと同じだが、左側の襟が寝ている、12日ミッドナイトは11日ミッドナイトと同じだが、最上部チェーンが伸びている、襟が寝ている、下部2つが観客に途中で外されるなどの違いがある。13日ディナー・ショウの収録は赤いラダー（梯子模様）が施されたスーツとベルトが赤いフリンジ、14日はチェーン・スーツに13日のベルトである。
冒頭で見られる観客は1970年8月のラスヴェガス公演のものではなく、9月にフェニックスで行われたショウからのものである。
当時のドキュメンタリー映画は16mmフィルムやテクニスコープで撮影されることが多いが、本作は全編35mmフィルム＋アナモルフィック・レンズで撮影されている。

### 日本語版
テレビ放送時に、日本語吹替版が制作された。
声の出演
- 麻生美代子
- 浅井淑子
- 加藤修
- 山田礼子

スタッフ
- 演出：左近允洋
- 翻訳：岸本康子

## 曲目
オープニング
- ミステリー・トレイン/タイガー・マン - Mystery Train/Tiger Man

リハーサル・シーン
- ワーズ - Words
- 恋へもう一歩 - The Next Step Is Love
- ポーク・サラダ・アニー - Polk Salad Annie
- クライング・タイム - Crying Time
- ザッツ・オール・ライト - That's All Right
- ワーズ - Words
- リトル・シスター - Little Sister
- ホワッド・アイ・セイ - What'd I Say
- 群衆の中のストレンジャー - Stranger in the Crowd
- 恋のはた織り - How the Web Was Woven
- 君を信じたい - I Just Can't Help Believin'
- この胸のときめきを - You Don't Have to Say You Love Me
- 明日に架ける橋 - Bridge over Troubled Water
- ワーズ - Words
- ふられた気持ち - You've Lost That Lovin' Feeling
- マリー・イン・ザ・モーニング - Mary in the Morning
- ポーク・サラダ・アニー - Polk Salad Annie

コンサート・シーン
- ザッツ・オール・ライト - That's All Right
- 去りし君へのバラード - I've Lost You
- パッチ・イット・アップ - Patch It Up
- ラヴ・ミー・テンダー - Love Me Tender
- ふられた気持ち - You've Lost That Lovin' Feeling
- スイート・キャロライン - Sweet Caroline
- 君を信じたい - I Just Can't Help Believin'
- タイガー・マン - Tiger Man
- 明日に架ける橋 - Bridge over Troubled Water
- ハートブレイク・ホテル - Heartbreak Hotel
- ワン・ナイト - One Night
- ブルー・スエード・シューズ - Blue Suede Shoes
- 恋にしびれて - All Shook Up
- ポーク・サラダ・アニー - Polk Salad Annie
- サスピシャス・マインド - Suspicious Minds
- 好きにならずにいられない - Can't Help Falling in Love

## エルヴィスのバックボーン
- リード・ギター：ジェームズ・バートン
- リズム・ギター：ジョン・ウィルキンソン（英語版）
- ドラムス：ロニー・タット
- ベース：ジェリー・シェフ
- ピアノ／アレンジ：グレン・D・ハーディン
- ユニゾン／ハーモニー／リズム・ギター／水係：チャーリー・ホッジ
- バック・ヴォーカル：ミリー・カーカム、ザ・スウィート・インスピレーションズ、インペリアルズ
- 指揮者／アレンジ：ジョー・ガルシオ
- オーケストラ：ジョー・ガルシオ・インターナショナル・ホテル・オーケストラ楽団

## 特別編
公開から30年後、MGMライブラリの取得先であったターナー・エンターテインメントは「エルビス・オン・ステージ」の修復をフィルム修繕の第一人者、リック・シュミドリンに依頼。リックはインタビューや取材を取り除き、エルヴィスのリハーサルやステージを増やした。画質を最新技術で向上し、フィルム傷は除去された。また、サウンドトラックもDTS5.1chを採用し、4ch磁気サラウンドだった70年公開版より向上している。オリジナルのサウンドトラック原版は当時普及したばかりの16トラックで収録されていた。これをデジタルで5.1ch化し、画質、音質ともにこれ以上ない出来になっている。
邦題は「エルヴィス・オン・ステージ」となる。

## スペシャル・エディション曲目
オープニング
- ミステリー・トレイン/タイガー・マン - Mystery Train/Tiger Man

リハーサル・シーン
- この胸のときめきを - You Don't Have to Say You Love Me
- ザッツ・オール・ライト - That's All Right
- ポーク・サラダ・アニー - Polk Salad Annie
- 恋のはた織り - How the Web Was Woven
- リトル・シスター / ゲット・バック - Little Sister / Get Back
- ワーズ - Words
- マイ・ベイビー・レフト・ミー - My Baby Left Me
- クライング・タイム - Crying Time
- ラヴ・ミー - Love Me
- 20昼夜 - Twenty Days and Twenty Nights
- 明日に架ける橋 - Bridge over Troubled Water
- キャトル・コール - Cattle Call
- サンタが町に来る - Santa Claus Is Back In Town
- ワーズ - Words
- マリー・イン・ザ・モーニング - Mary in the Morning

コンサート・シーン
- ザッツ・オール・ライト - That's All Right
- アイ・ガット・ア・ウーマン - I Got A Woman
- ハウンド・ドッグ - Hound Dog
- ハートブレイク・ホテル - Heartbreak Hotel
- ラヴ・ミー・テンダー - Love Me Tender
- 愛さずにはいられない - I Can't Stop Loving You
- ジャスト・プリテンド - Just Pretend
- ワンダー・オブ・ユー - The Wonder of You
- イン・ザ・ゲットー - In The Ghetto
- パッチ・イット・アップ - Patch It Up
- ふられた気持ち - You've Lost That Lovin' Feeling
- ポーク・サラダ・アニー - Polk Salad Annie
- ワン・ナイト - One Night
- 冷たくしないで - Don't Be Cruel
- ブルー・スエード・シューズ - Blue Suede Shoes
- 恋にしびれて - All Shook Up
- この胸のときめきを - You Don't Have to Say You Love Me
- サスピシャス・マインド - Suspicious Minds
- 好きにならずにいられない - Can't Help Falling in Love